# 萬福樓
萬福樓（Bountiful Blessings) 是一部華語時裝喜劇+浪漫劇+犯罪劇，新加坡新傳媒私人有限公司製作，於新傳媒電視8頻道播出，也是新傳媒8頻道2011年重頭劇之一。由香港藝人宣萱聯同鄭斌輝、王沺裁領銜主演。這是宣萱第一次原聲出演華語戲劇，也是郭舒賢继《走进走出》后连续两次当大反派。

## 製作及播出時間
- 2011年5月-7月製作。

### 首播
| 頻道        | 所在地   | 播映日期        | 播出時間           |
| ----------- | -------- | --------------- | ------------------ |
| 新傳媒8頻道 | 新加坡   | 2011年8月30日起 | 週一～五21：00播出 |
| Astro双星   | 马来西亚 | 2012年1月23日起 | 週一～五15：30播出 |

### 重播
| 頻道        | 所在地 | 播映日期        | 播出時間           |
| ----------- | ------ | --------------- | ------------------ |
| 新傳媒8頻道 | 新加坡 | 2012年3月21日起 | 週一～五17：30播出 |
| 新傳媒8頻道 | 新加坡 | 2022年1月2日起  | 星期日12：00播出   |

## 故事大綱
成了灶神的張單(姚玟隆飾)，雖然過了幾千年，心中卻一直有個遺憾，那就是對前妻的愧疚，於是前妻每一次投胎轉世，張單都會想辦法偷偷下凡間看看前妻，偶爾發現前妻需要幫助，他都會悄悄出手幫忙。一天，張單又下凡去關心投胎轉世到現代的前妻--黃福喜(宣　萱飾)。兩人竟然面對面一起喝酒，還陰差陽錯地發生了關係，更糟糕的是，福喜居然懷孕了。錯誤既已造成，就該當要努力彌補，於是張單決定等福喜肚中的孩子長大，自己的責任了結，再回天庭請罪。
首先，張單開了一家小餐館“萬福樓”，並打算讓這餐館成為福喜一家人以後的依靠。萬福樓開業後，憑著張單出色的廚藝，很快就揚名遠播，生意蒸蒸日上。可惜"神"算不如天算，福喜孩子出生的那一刻，張單就因為東窗事發，被帶回天庭受罰，囚禁了起來。
張單始終放心不下福喜一家人，一放出來，便暗自調查他們一家情況，這才發現自己在天上被關了十天，在人間一晃就已經十年，張單和福喜的孩子--張亦菲(胡菱恩飾)，轉眼間也已經八歲了，而自從張單無故失蹤之後，福喜一家人的狀況就變得越來越差，靠著張單留下的萬福樓，勉強過著生活。偏偏這時有飲食業者要收購萬福樓，而這個業者就是當初差點和福喜結婚的人——童大豐(王沺裁飾)。原來福喜和大豐當初已經論及婚嫁，卻因為和張單的“一夜情”，福喜只得悔婚。大豐傷心欲絕，離開本地，到國外闖蕩，經過十年的努力，終於成為了享譽國際的名廚，還成立了大豐飲食業集團。福喜當年逃婚一事，對於大豐來說，是他一生中最大的恥辱，讓他一直懷恨在心，所以這次回來，除了打算進軍本地市場，更大的目的是要對福喜一家進行報復。
當張單發現這情況時，不禁開始為福喜一家人擔心，決定再偷偷下凡幫他們。一次的巧遇，讓張單無意中發現了“老混混”——謝東海(鄭斌輝飾)有著一身好廚藝，於是當他一知道自己將被天庭逮捕時，便利用法力，讓東海到萬福樓幫忙，殊不知福喜和東海之前原來早有過節。
福喜起初大力反對東海加入萬福樓，後無意間嘗到了東海的廚藝，終使得福喜答應讓他在廚房裏幫忙，而不可否認的，東海的好廚藝也的確讓餐館的生意有了起色。
偏偏這個時候大豐卻在萬福樓附近開了一家餐館，推出的菜色幾乎和萬福樓所推出的一樣，就連味道也幾乎相同，但是價格卻比萬福樓的便宜，而且每當福喜決定要推出新菜色，大豐的餐館總是更早推出，令到福喜和東海百思不解。其實這一切都是一品紅花仙在背後搞的鬼。原來張單當初向玉帝打小報告，不但破壞了一品紅和凡人的一段情，還害好不容易成仙的她被打下凡間。後來，一品紅在牡丹花仙的幫助下，僥倖地保留了讀心的法力，來到了凡間後，便改名為梁品紅(郭舒賢飾)。當品紅獲知福喜和張單的關係後，便想借打擊福喜一家人來報復張單，於是故意接近大豐，後更成了大豐的左右手。得到大豐的信任後，品紅對萬福樓開始進行一連串的打壓行動。
大豐表面上雖然默許品紅的種種打壓，但心裏其實也並不好過，在天晴的勸說之下，大豐決定收手，可是這一切早在品紅預料之中，品紅於是給大豐下了愛情魔咒，迷惑大豐，讓他死心塌地愛上自己，繼續幫自己對付福喜一家人。
大豐的妹妹--天晴(許雅慧飾)不齒大豐和品紅的行為，反倒時常光顧萬福樓，而每次到那裏，都免不了要捉弄福喜的弟弟——福圓(徐鳴傑飾)。福圓沉默寡言，不善社交，但在網路世界裏卻通行無阻，可以用MSN、SMS等跟人毫無障礙地溝通。天晴時常拿福圓來跟自己的偶像，一個網路世界有名的歌手——Kurt相比，但她萬萬沒料到福圓其實就是Kurt，更不知道原來福圓一直在暗戀著她。
本來討厭小孩的東海，因為常常被逼要照顧亦菲，而和亦菲相處多了，彼此產生了一種父子般的情感。同時，東海在和福喜吵吵鬧鬧之間，也發現了自己喜歡上了福喜，然而遲鈍的福喜卻沒有察覺。
福喜掉入了品紅的圈套，欠下大筆鉅款，萬福樓頓時陷入前所未有的危機。東海為了挽救萬福樓，以萬福樓的名義，參加了一場大型的烹飪比賽。品紅知曉後，也推了大豐參加，還利用手段收買了評判，幸好大豐在千鈞一髮時，從愛情魔咒清醒過來，自動退出比賽，才讓萬福樓獲勝。
萬福樓得以繼續營業，大豐卻因此和品紅鬧翻，所有的一切還被品紅搶走。福喜感動大豐為自己所做的一切，大豐表示自己始終沒有忘情福喜，決定要重新追求福喜。同時，東海也向福喜表明自己的心意，加上福喜發現自己失蹤的老公竟然是灶神，一時心亂如麻……
另一邊廂，品紅仍不甘心，繼續想辦法對付福喜，甚至放火燒了萬福樓，福喜慘被困在火場內，東海和大豐不約而同，奮不顧身地沖了進去……
三人是否能大難不死，躲過這次的災難？福喜最終又會選擇和誰在一起？張單和品紅的私人恩怨是否能了結？福圓和天晴的感情，結果又如何？……

## 演員表
| 演員   | 角色   | 關係/暱稱 |
| 宣 萱  | 黃福喜 | 萬福樓老闆 黃二虎之女 黃福圓之姊 張單之老婆 張亦菲之母 童大丰之前未婚妻，八年前懷孕而取消與童大丰的婚禮 |
| 鄭斌輝 | 謝東海 | 大耳隆跑腿，後悔改 洪師傅之徒弟 黃福喜之冤家後為好友並喜歡其，最後為其男友 童大丰之情敵 於第6集與張單換身 於第7集回身                                                                                           |
| 王沺裁 | 童大丰 | 大丰集團前老闆 萬福樓之股東 黃福喜之前未婚夫，但仍神愛其 童天晴之兄 被梁品紅設計，後其動了真情 謝東海之情敵 於第12集被梁品紅下"美人計" 於第14集恢復神精 於第20集被火燒死                                        |
| 郭舒賢 | 梁品紅 | 花仙子 奇峰之前世女友但未忘記其 設計童大丰，但對其動了真情而喜歡其 於第12集使用"美人計"設計童大丰 於第17集被灶神關在宝塔、爲了逃生而犧牲Morning 於第18集反串黃福喜 於第20集在萬福樓纵火、爲了救童大丰而被火燒死 |
| 姚玟隆 | 張單   | 灶神 人間名為張單一 黃福喜之夫 張亦菲之父 因八年前與黃福喜生孩子而被關在天狱並於第1集重新自由 於第4集讓張亦菲生体正常 第6集與謝東海換身被關在天狱 第17集重新登场拯救張亦菲                                      |
| 徐鳴杰 | 黃福圓 | Kurt / 福圓 黃福喜之弟弟 黃二虎之子 童天晴之男朋友 |
| 許雅慧 | 童天晴 | 童大丰之妹 黃福圓之女朋友 |
| 朱厚任 | 黃二虎 | 黃福喜、黃福圓之父 張亦菲之外公 於第18集被梁品紅中风 |
| 胡菱恩 | 張亦菲 | 小菲 黃福喜、張單之女 |

## 红星大奖2012入围名单
- 郭舒贤 - 最佳女主角
- 郑斌辉 - 最佳男主角、最喜爱男主角

## 軼事
- 此劇為宣萱第23次被脅持。.   [2020-12-17]. （原始内容存档于2019-08-13）.事源在2012年，有網民發現，自1994年無綫電視劇集《餐餐有宋家》開始18年來，每逢宣萱參演的古裝劇、時裝劇甚至電影角色全被安排做人質被綁架，被脅持的武器包羅萬有，當中宣萱於1994年無綫電視劇集《餐餐有宋家》被原子筆脅持最為荒謬，但每次角色因「主角光環」而安然無恙。截至2012年無綫電視劇集《飛虎》為止，宣萱曾於21套無綫電視劇集竟被脅持了22次，當中宣萱於2011年無綫電視劇集《萬凰之王》更被脅持了兩次，加上2011年新加坡劇集《萬福樓》、1996年無綫電視電影《虎膽虹威》及1997年電影《檔案X殺人犯》，宣萱共被脅持了25次，大破影視界紀錄，堪稱「存活率最高的人質王」，甚至被戲言「有宣萱的地方就有綁架發生」。.   [2020-03-15]. （原始内容存档于2020-04-26）.

## 電視節目的變遷
| 新加坡 新傳媒8頻道 星期一至星期五 21:00 - 22:00                           | 新加坡 新傳媒8頻道 星期一至星期五 21:00 - 22:00        | 新加坡 新傳媒8頻道 星期一至星期五 21:00 - 22:00                            |
| ------------------------------------------------------------------------- | ------------------------------------------------------ | -------------------------------------------------------------------------- |
|                                                                           | 萬福樓 (2011年8月30日 - 2011年9月26日)                 |                                                                            |
| 邊緣父子 (2011年8月2日 - 2011年8月29日)                                   | 四個門牌一個夢 (2011年9月27日-2011年10月24日)          |                                                                            |
| 马来西亚 Astro双星 星期一至星期五 15:30 - 17:30                           |                                                        |                                                                            |
| 秘密花园 (2012年1月4日-2012年1月23日)                                     | 萬福樓 (2012年1月23日 - 2012年2月20日)                 | 双星报喜 (2012年2月20日 - 2012年3月22日)                                   |
| 新加坡 新傳媒8頻道 星期一至星期五 17:30 - 18:30                           |                                                        |                                                                            |
| 麻婆斗妇 (2012年2月1日 - 2012年3月20日)                                   | 萬福樓 (2012年3月21日 - 2012年4月17日) PG 些许暴力画面 | 生日快乐 (2012年4月18日-2012年5月15日)                                     |
| 新加坡 新傳媒8頻道 星期一之四 15:30 - 16:30                               |                                                        |                                                                            |
| 边缘父子 (2019年10月1日-2019年11月4日)                                    | 万福楼 (2019年11月5日-2019年12月9日)                   | 孤男寡女 (2019年12月10日-2020年1月13日）                                   |
| 新加坡 新傳媒8頻道 星期日 12:00 - 14:00（2022年3月6日重播妆艺50停播一集） |                                                        |                                                                            |
| 月村歡迎你 (2021年8月1日-2021年11月7日) 電影時段                          | 萬福樓 (2022年1月2日-2022年3月13日)                    | 有情有义 (2022年3月13日-2022年6月12日） 起飛 (2022年6月19日-2022年9月18日) |

## 外部連結
- 官方網頁
- 官方全集網上重溫